# 原罪犯
《原罪犯》（韓語：올드보이），韓國導演朴贊郁的《復仇三部曲》的第二部曲，於2003年在韓國公映。本片在第57屆坎城影展榮獲評審團大獎。
《原罪犯》的電影劇本，改編自土屋ガロン（原作）與嶺岸信明（漫畫）的日本漫畫作品《鐵漢強龍》。原作漫畫在1996年至1998年期間，於日本雙葉社出版的《漫畫Action》連載。

## 故事大綱
過著平凡生活的吳大秀本來與妻女一起快樂生活，在女兒生日那天他被指醉酒鬧事被捕，之後失蹤。事實上他被軟禁在一家旅館內，透過旅館的電視，他知道自己的妻子被人謀殺，女兒亦失蹤，而這些罪名都被推到他的身上。15年後他突然被釋放，吳大秀四處打聽，查明自己當年為何會被監禁。有人給他五天的時間去查明真相，但若他查不出的話，一名女子就會因他而喪命...。

## 演員陣容
- 崔岷植 飾 吳大秀。29歲時，在女兒三歲生日的那天晚上，突然被人擄走囚禁。
- 劉智泰 飾 李宇鎮。
- 姜惠貞 飾 美度
- 金秉玉 飾 韓先生。宇鎮親信。
- 池大漢 飾 柱華。大秀高中時期同校同期的好友。
- 吳達庶 飾 朴先生（監獄長）
- 李勝欣 飾 游小姐。催眠師。
- 尹珍序 飾 李素兒。宇鎮姐姐。跟大秀同校同期、跟柱華同班的同學。
- 吳泰京 飾 少年大秀
- 柳演錫 飾 少年宇鎮
- 劉一漢 飾 少年柱華

### 特別出演
- 吳光祿 飾 企跳男
- 李對淵
- 朴明申
- 金秀玄

## 翻拍作品
- 《原罪犯》為美國翻拍的電影，由史派克·李執導，喬許·布洛林、伊莉莎白·歐森、沙托·卡普利主演，於2013年上映。

## 外部連結
- 互联网电影数据库（IMDb）上《原罪犯》的资料（英文）